# Cattedrale della Santissima Trinità (Yangon)

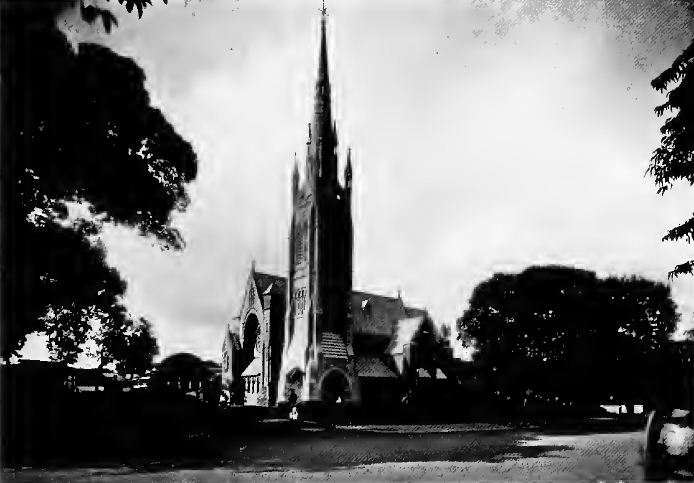
Cattedrale della Santissima Trinità nel 1890

Cattedrale della Santissima Trinità (in birmano သန့်ရှင်းသော တြိနတိ ကသီဒြယ်) è la principale cattedrale anglicana della Birmania, situata in via Bogyoke Aung San (accanto al mercato di Bogyoke Aung San), nel quartiere di Latha, a Yangon.

## Storia
La cattedrale fu progettata da Robert Chisholm, un architetto di Madras, nello stile indo-saraceno, per adattarsi alle condizioni calde e umide. La costruzione iniziò nel 1886, con la posa della prima pietra da parte di Lord Dufferin, viceré d'India, e fu completata nel 1894. L'organo a canne originale fu distrutto durante la seconda guerra mondiale e non poté essere restaurato; fu quindi sostituito con un organo elettrico. Le vetrate sono state restaurate nel 2003. La cattedrale è inserita nella lista del patrimonio cittadino di Yangon.  Accanto all’edificio si trova un’ex scuola missionaria affiliata, oggi nota come Basic Education High School No. 1 Pabedan (precedentemente Saint Mary’s School).

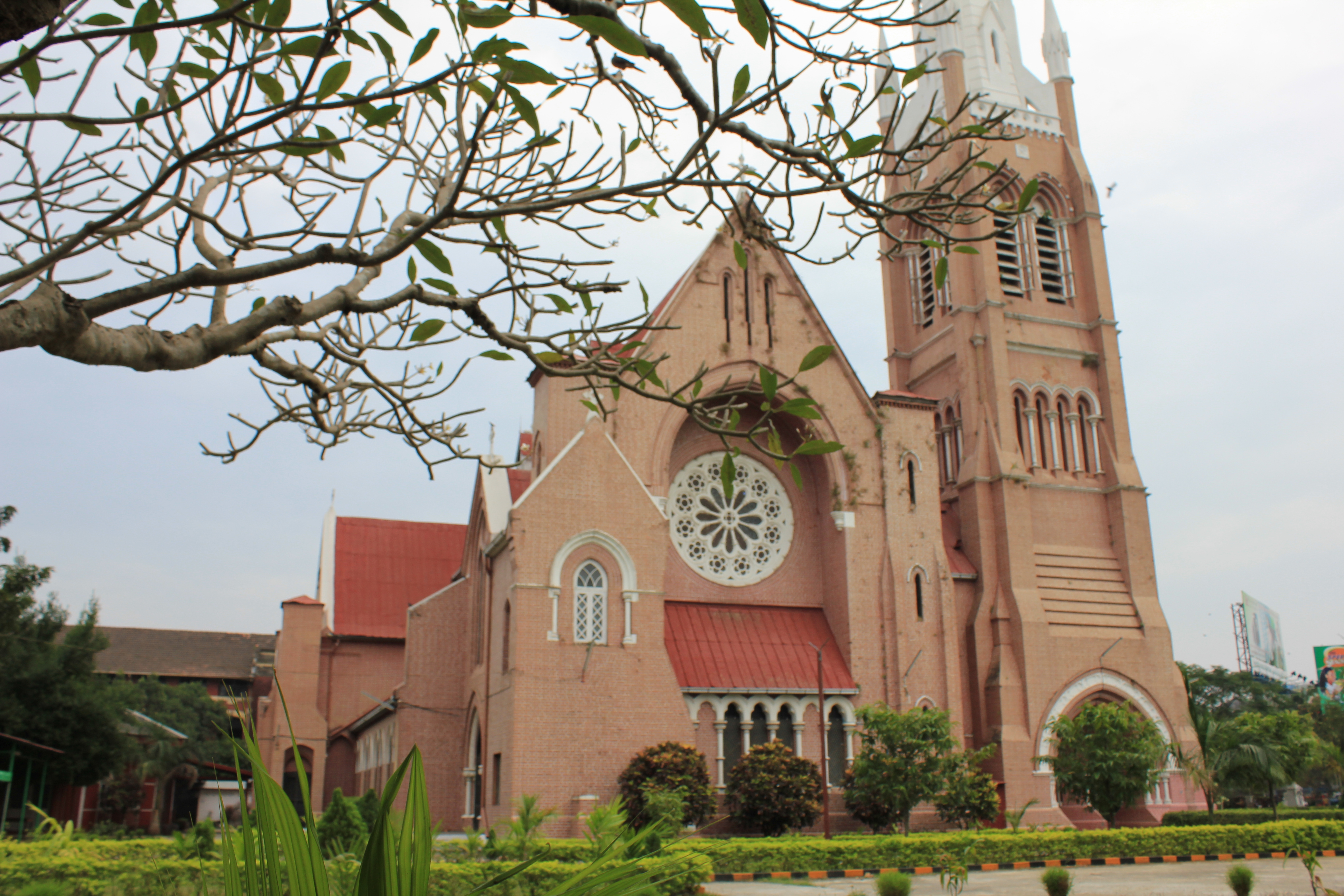
Cattedrale a Yangon

La cattedrale ha storicamente mantenuto forti legami con i reggimenti militari britannici presenti nel paese durante il periodo coloniale dell’Impero britannico. Sulle pareti interne sono presenti diverse lapidi commemorative dedicate ai giovani membri delle forze armate caduti in servizio, sebbene i giardini che circondano l’edificio non ospitino alcuna sepoltura. All’interno della cattedrale si trova una targa in bronzo che commemora W.H. Jackson, un missionario inglese che fondò e gestì una scuola per ragazzi ciechi in città, dal 1917 fino alla sua morte nel 1931.